# 不良主婦
《不良主婦》（韓語：불량 주부）是韓國SBS自2005年3月21日起播放的月火連續劇。

## 演員陣容
- 孫暢敏 飾 丘修翰
- 辛愛羅 飾 崔美娜
- 柳敏 飾 朴由真
- 趙軟祐 飾 池善友
- 金成謙
- 呂運計
- 金慈玉
- 李京實 飾 李姜子
- 池相烈
- 姜晶華
- 李怜惟 飾 丘松兒

## 外部連結
- 韓國SBS官方網站 （页面存档备份，存于）